# Hvorledes et Vandstel bliver til
Hvorledes et Vandstel bliver til er en dansk dokumentarisk optagelse fra 1917. Den er optaget hos Glud & Marstrand i København.

## Handling
Metal presses og slibes til servante-vandkander og vandfade. Efter metallets slibning emaljeres vandstellet. Maskinel formning af metal. De færdige produkter vises frem.